# Constant Woutermaertens
Pour les articles homonymes, voir Woutermaertens.
Constant Woutermaertens, né à Courtrai, le 4 août 1823 et mort dans la même ville le 22 mai 1867, est un peintre belge connu pour ses représentations animalières, ses scènes de genre et ses natures mortes.
Il expose régulièrement aux Salons triennaux en Belgique, et au Salon de Paris de 1855.

## Biographie

### Famille
Constant (Constant Frédéric) Woutermaertens, né à Courtrai le 4 août 1823, est le fils de Louis François Woutermaertens (1785-1864), orfèvre, et de Marie Thérèse Seynaeve (1783-1859), mariés à Courtrai le 10 août 1814. Il épouse à Courtrai le 26 janvier 1853 Rosalie Barbe Vanderperren (1824), cabaretière. Son frère aîné est Edouard Woutermaertens (1819-1897), artiste peintre.

### Formation

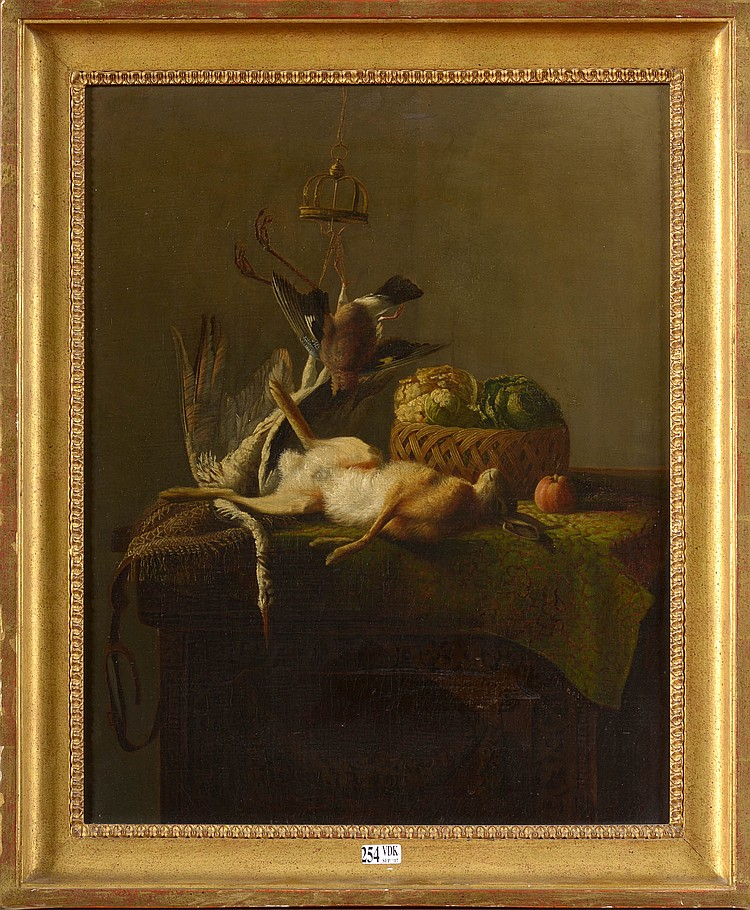
Trophée de chasse au lièvre et aux légumes.

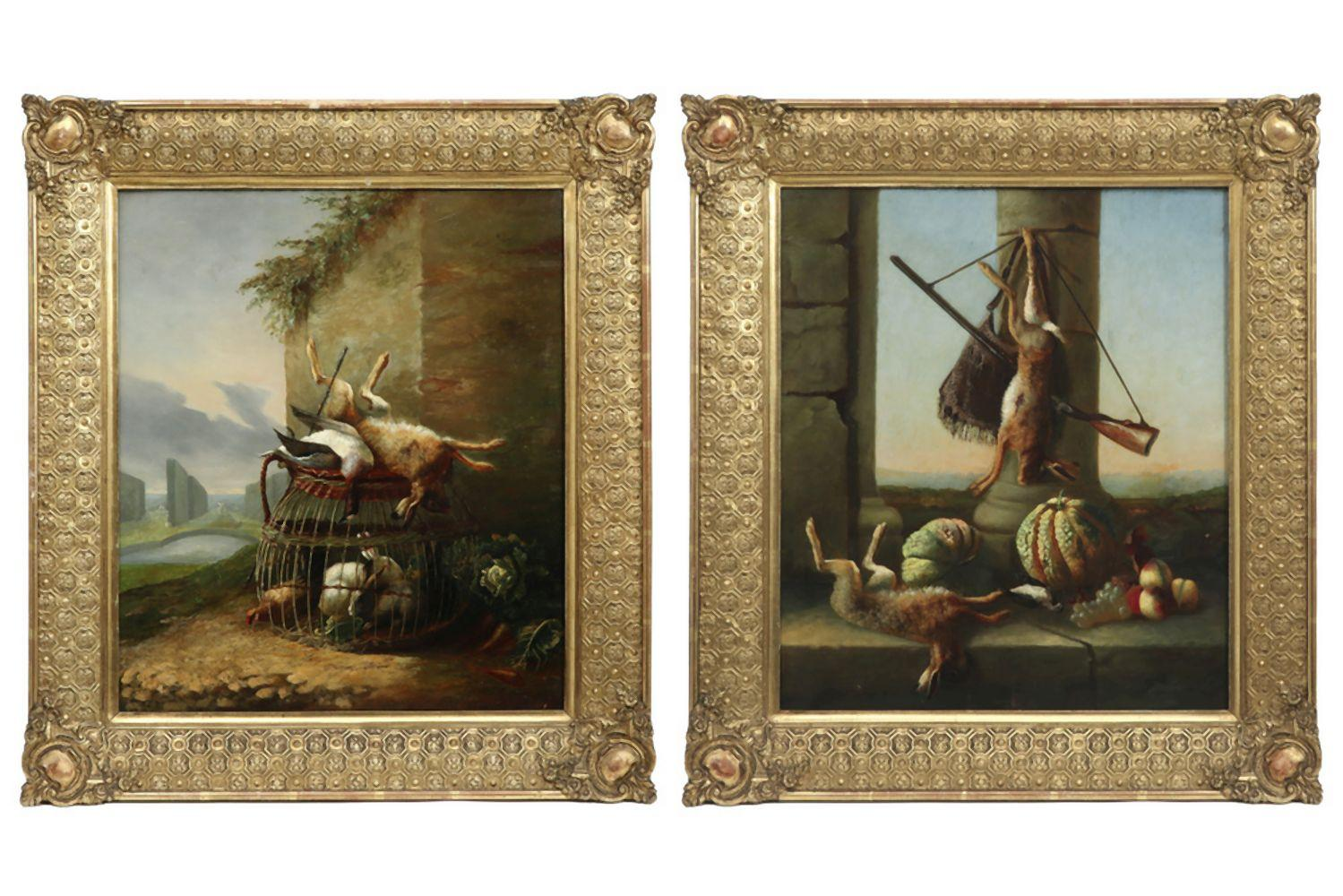
Deux natures mortes (1853).

Constant Woutermaertens suit probablement les conseils de son frère Edouard, peintre animalier, puis il devient étudiant à l'Académie des beaux-arts de Courtrai.

### Carrière
En 1852, Constant Woutermaertens présente une nature morte, Fleurs dans un vase, au Salon d'Anvers. Il expose à neuf salons triennaux belges, à Bruxelles et à Gand, jusqu'en 1866. En 1855, il est présent au Salon de Paris.
Constant Woutermaertens, meurt, à l'âge de 43 ans, à son domicile, Faubourg de Gand à Courtrai, le 22 mai 1867.

## Œuvre

### Caractéristiques

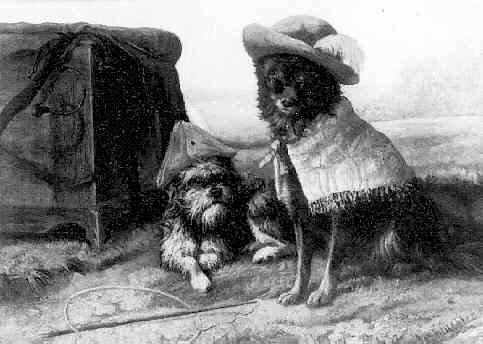
Deux chiens.

Son champ pictural couvre les natures mortes et les représentations animalières : essentiellement des chiens. La ville de Courtrai compte bon nombre de peintres animaliers, mais Constant Woutermaertens oriente davantage sa carrière vers les natures mortes, dont il contribue à renouveler le genre, en insufflant davantage de simplicité et de naturel et en présentant de nouvelles compositions.

### Expositions

#### Belgique
- Salon d'Anvers de 1852 : Fleurs dans un vase[6].
- Salon de Gand (XXIIe) de 1853 : Nature morte[7].
- Salon d'Anvers de 1855 : deux natures mortes[8].
- Salon de Gand (XXIIIe) de 1856 : Nature morte aux fleurs et fruits[9].
- Salon de Bruxelles de 1857 : Nature morte aux fleurs et fruits[10].
- Salon de Gand (XXVe) de 1862 : Nature morte et fruits[11].
- Salon d'Anvers de 1864 : Étude d'après nature et La Besogne des pigeons[12].
- Salon de Gand (XXVIe) de 1865 : Le Chien du buveur[13].
- Salon de Bruxelles de 1866 : Nature morte et fruits[14].

#### France
- Salon de Paris de 1855 : deux natures mortes[15].
- Salon de Lille de 1866 : Pigeon et fruits[15].

### Collections muséales
En Belgique, deux natures mortes de Constant Woutermaertens, étaient conservées au musée Broel à Courtrai jusqu'à la fermeture de l'institution en 2014.